# مدار زهره‌مرکزی

پویانمایی خط گردش کاوشگر آکاتسوکی متعلق به آژانس کاوش‌های هوافضای ژاپن به دور سیاره زهره از ۱ دسامبر ۲۰۱۵ •

مدار زهره‌مرکزی (انگلیسی: Cytherocentric orbit) مداری پیرامون سیاره زهره است. زهره ماه ندارد، اما چندین جرم انسان‌ساز به دور این سیاره می‌چرخند.
نام این مدار مشابه اصطلاح مدار زمین‌مرکزی برای مداری در اطراف زمین و مدار خورشیدمرکزی برای مداری به گرد خورشید است. مانند مدارهای مشابه دیگر، اوج و حضیض مدار مریخ‌مرکزی گاهی با نام‌های تخصصی خوانده می‌شود: حضیض این مدار pericytherion نام دارد که معادل حضیض زمینی (perigee) است و اوج این مدار apocytherion نامیده می‌شود که مشابه اوج زمینی (apogee) در مدار زمین است.

## واژه‌شناسی
پیشوند Cythero از نام کیثیرا در اسطوره‌شناسی یونانی گرفته شده جزیره ای مرتبط با الهه آفرودیته بود که معادل الهه رومی ونوس است؛ بنابراین، نام‌گذاری مداری به دور زهره با نام «زهره‌مرکزی» (cytherocentric) راهی برای ارجاع ارتباط ونوس با این الهه است.

## ماهواره‌ها در مدار زهره‌مرکزی
ونرا ۹ اولین ماهواره ای بود که در ۲۰ اکتبر ۱۹۷۵ به مدار زهره رسید. کاوشگر آکاتسوکی نیز آخرین کاوشگری بود که در سال ۲۰۱۵ به مدار زهره رسید.
تاکنون هشت کاوشگر به مدار زهره رسیده‌اند:
- ۴ کاوشگر اتحاد جماهیر شوروی، ونرا ۹, ونرا ۱۰، Venera 15، Venera 16
- دو کاوشگر ناسا، ماژلان، Pioneer Venus 1
- یک کاوشگر آژانس کاوش‌های هوافضای ژاپن، کاوشگر آکاتسوکی
- یک کاوشگر آژانس فضایی اروپا، ونوس اکسپرس.